# Антонов, Аггей Ефимович
Аггей Ефимович Антонов (1868, Томская губерния, Алтайский округ, Бийский уезд, село Старая Барда, Российская империя  — 1948, Новосибирская область, СССР) — предприниматель, главный идеолог кооперации в Старой Барде (село Красногорское) и один из крупнейших алтайских кооператоров, создатель первой в Сибири гидроэлектростанции.

## Биография
Родился в селе Старая Барда, Томской Губернии в 1868 году, получил хорошее образование, знал немецкий язык и хорошо разбирался в литературе. В 1883 году, в возрасте 15 лет, ушел из дома с бродячим цирком. Впоследствии занялся цирковым предпринимательством, открыв собственный бродячий цирк.
В 1900 году, в возрасте 32 лет, заработав капитал, вернулся на малую родину, женился и занялся торговлей.
Познакомившись с идеями кооперации, стал склонять местных крестьян к организации кооперативного хозяйства, собирал людей у себя дома и читал им книги по кооперации, постепенно организовав из самых предприимчивых местных крестьян ядро кооператива.
В 1907 году удалось организовать первый кооператив по производству сливочного масла из 30 местных крестьян. Бурному росту кооператива послужил тот факт, что организация платила своим членам за сданное масло в два раза большую цену, чем частные сборщики. В 1908 году кооператив включал в себя уже 200 местных крестьянских дворов. Лишив сырья Бардинские маслосырзаводы, кооператив поставил их на грань банкротства, после чего их скупает артель.
В 1910 кооперация расширяется, открывается ссудно-сберегательную артель «Экономия». По замыслу Аггея Антонова в ней кооператоры могли хранить и получать с процентами заработанные деньги, которые сберегательная артель могла инвестировать в проекты. Цена одного пая составляла 265 рублей. Предприятие вышло далеко за пределы Старой Барды, охватив вкладчиков из соседних сел.
В 1912 году кооператив «Экономия» вкладывает 1500 рублей в устройство опытного скотного двора, нанимает в Латвии животновода Кристофера Грюмберга, а для производства масла наняли Карла Берзина.
В том же году построили первую в Сибири гидроэлектростанцию, которая при помощи 95-сильной турбины «Френцисс» приводила в движение динамо-машину, которая обеспечивала электричеством и деревню, и мукомольную мельницу. Электричество приносило артели доход в размере 2100 рублей в год. В селе появился кинотеатр, кооператив купил картины «Охота на слонов», «Макс на лыжах», «Разные способы доения коров» и прочие популярные в те годы фильмы. При кинотеатре был организован отдел хроники, которому за кооперативные деньги купили кинокамеру, для документирования происходящих в селе событий и памятных моментов.
В 1913 году был реализован проект строительства завода для переработки конопляного семени в растительное масло. Артель занялась растениеводством, выращивая свой картофель, овёс и табак.
В 1917 году Антонов организовал потребительский кооператив «Горожане», который позже объединится с такими же организациями в Бие-Катунский союз.
В 1920 году советская власть закрывает его кооперативный союз и национализирует все предприятия. 

По свидетельству историка Старцева, продуктивность предприятий начала падать, а самого Антонова арестовала бийская ЧК по обвинению в сотрудничестве с «белогвардейцами» и «колчаковцами»:
«Бедняки и тунеядцы, вступившие в члены ВКП(б), заняли высокие должности, в том числе и руководителей кооперативов». 
Однако в тот момент Аггею Ефимовичу удалось избежать ареста,  но он был снова арестован в 1924-м и в 1928-м (по ложным обвинениям за антисоветскую деятельность и растрату), помещен в заключение в Соловецкий лагерь. После освобождения в 1930-х уехал в Новосибирскую область к дочери, где работал на должности счетовода в одном из советских колхозов. 
Умер в 1948 году в возрасте 80 лет.

## Память
Знак отличия имени Аггея Антонова — вручается администрацией Алтайского края, победителям в номинации «Лучший кредитный потребительский кооператив», в рамках ежегодного краевого конкурса «Лучший предприниматель года».
Стела в память о деятельности Аггея Антонова — открыта 8-метровая стела в честь создателя первой в Сибири гидроэлектростанции, которая была возведена на местной реке Чапше в октябре 2009 года к 85-летию Красногорского района в центре села Красногорское (в прошлом село Старая Барда).
Экспозиция «Аггей Антонов. Имя и дело» — действует в районном краеведческом музее.